# Colibri de Xantus
Basilinna xantusii
Espèce
Statut de conservation UICN

 LC  : Préoccupation mineure
Statut CITES
Le Saphir de Xantus ou Colibri de Xantus (Basilinna xantusii, anciennement Hylocharis xantusii) est une espèce de colibri de la sous-famille des Trochilinae.

## Nomenclature
Son nom commémore l'ornithologiste et ethnologue hongrois John Xantus de Vesey (1825-1894).

## Distribution
Le Colibri de Xantus est endémique au Mexique.  On le trouve dans les hautes-terres de la Péninsule de Basse-Californie.

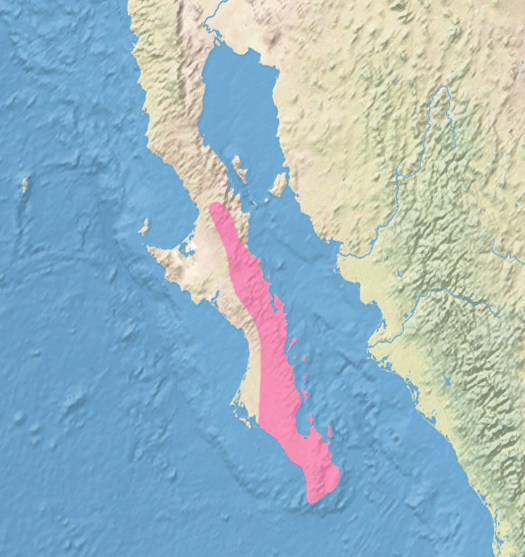
Carte de répartition de l'espèce

## Référence
(en) « Neotropical Birds Online », Cornell Lab of Ornithology, 10 août 2011